# Milaidhoo
Milaidhoo es una isla situada en el atolón Baa (Maldivas), declarado Reserva Mundial de la Biosfera por la UNESCO en 2011 por su rica biodiversidad. Esta isla, de 300 metros de largo por 180 de ancho, está ubicada a escasos kilómetros de la capital Malé. Para acceder a Milaidhoo debe hacerse o bien un trayecto en hidroavión de 30 minutos desde la capital o de 15 minutos en lancha motora desde la isla de Dharavadhoo.
La isla tiene un arrecife de coral de 50 metros al que se puede acceder fácilmente desde la playa. Como el conjunto de islas que forman el atolón Baa, Milaidhoo cuenta con una gran biodiversidad, especialmente marina. En sus fondos marinos puede encontrarse una fauna béntica única en el planeta, con especies raras como briozoos, corales hidrozoos rosas y babosas de mar.  
Aunque oficialmente Milaidhoo es una isla deshabitada, cuenta con un resort, Milaidhoo Island, el noveno en el atolón Baa,  Su inauguración tuvo lugar el 30 de noviembre de 2016. Dispone de 50 villas elaboradas a partir de materiales locales, ubicadas en el mar y en la playa, además de un restaurante cuya forma asemeja a la del tradicional barco local, denominado dhoni. Milaidhoo Island forma parte de la marca de hoteles boutique Small Luxury Hotels of the World.